# Таймурзинский сельсовет
Таймурзинский сельсовет — муниципальное образование в Дюртюлинском районе Башкортостана.

## История
Согласно «Закону о границах, статусе и административных центрах муниципальных образований в Республике Башкортостан» имеет статус сельского поселения.

## Население
| 2002 | 2009 | 2010 | 2012 | 2013 | 2014 | 2015 |
| ---- | ---- | ---- | ---- | ---- | ---- | ---- |
| 818  | ↗893 | ↗928 | ↘903 | ↘891 | ↘872 | ↘835 |
| 2016 | 2017 |      |      |      |      |      |
| ↘823 | ↘807 |      |      |      |      |      |

## Состав сельского поселения
| № | Населённый пункт | Тип населённого пункта       | Население |
| - | ---------------- | ---------------------------- | --------- |
| 1 | Таймурзино       | село, административный центр | ↗661      |
| 2 | Султанбеково     | село                         | ↗182      |
| 3 | Салпарово        | деревня                      | ↗85       |